# Itaipulândia
Itaipulândia ist ein brasilianisches Munizip im Westen des Bundesstaats Paraná. Es hat 11.485 Einwohner (2022), die sich Itaipulandienser nennen. Seine Fläche beträgt 381 km². Es liegt 279 Meter über dem Meeresspiegel.

## Etymologie
Der Ort wurde im Zeitraum seiner Besiedlung ab 1961 Aparecida do Oeste oder auch Aparecidinha do Oeste genannt. Zum Zeitpunkt seiner Erhebung zum Munizip erhielt er den heutigen Namen Itaipulândia (deutsch: Itaipu-Land).

## Geschichte

### Besiedlung
Die Pioniere europäischer Herkunft kamen 1961 aus Santa Catarina und Rio Grande do Sul und erwarben das Recht, sich auf etwa 800 Alqueires Land (20 km²) der Gleba Guairaçá niederzulassen.
Die Hauptwirtschaftstätigkeit ist seit Beginn der europäischen Kolonisierung die Landwirtschaft mit dem Anbau von Tabak, Bohnen, Mais und Maniok. Die Siedler widmeten sich auch der Zucht von Rindern und Schweinen.
Mit dem Bau des Itaipu-Wasserkraftwerks in den späten 1970er Jahren wurde die Hälfte des Ackerlandes von Itaipulândia durch den Stausee überflutet (176 km²).

### Erhebung zum Munizip
Itaipulândia wurde durch das Staatsgesetz Nr. 9908 vom 19. März 1992 aus São Miguel do Iguaçu ausgegliedert und in den Rang eines Munizips erhoben. Es wurde am 1. Januar 1993 als Munizip installiert.

## Geografie

### Fläche und Lage
Itaipulândia liegt auf dem Terceiro Planalto Paranaense (der Dritten oder Guarapuava-Hochebene von Paraná). Seine Fläche beträgt 381 km². Es liegt auf einer Höhe von 279 Metern.

### Vegetation
Das Biom von Itaipulândia ist Mata Atlântica.

### Klima
Das Klima ist gemäßigt warm. Es werden hohe Niederschlagsmengen verzeichnet (1757 mm pro Jahr). Im Jahresdurchschnitt liegt die Temperatur bei 22,8 °C. Die Klimaklassifikation nach Köppen und Geiger lautet Cfa.

### Gewässer
Itaipulândia liegt im Einzugsgebiet des Rio Paraná. Dessen Itaipu-Stausee begrenzt das Munizip im Westen. Im Süden wird es vom ebenfalls aufgestauten Rio Ocói begrenzt.

### Straßen
Itaipulândia ist über die PR-497 mit Missal im Norden und São Miguel do Iguaçu im Süden verbunden.

### Nachbarmunizipien
|                                | Santa Helena                                | Missal     |
| Santa Fe del Paraná (Paraguay) | Kompassrose, die auf Nachbargemeinden zeigt |            |
| Foz do Iguaçu                  | São Miguel do Iguaçu                        | Medianeira |

## Stadtverwaltung
Bürgermeisterin: Cleide Inês Griebeler Prates, MDB (2021–2024)
Vizebürgermeister: Lindolfo Martins Rui, PSDB (2021–2024)

## Demografie

### Bevölkerungsentwicklung
| Jahr | Einwohner | Stadt | Land |
| ---- | --------- | ----- | ---- |
| 2000 | 6.836     | 55 %  | 45 % |
| 2010 | 9.026     | 53 %  | 47 % |
| 2022 | 11.485    |       |      |

Quelle: IBGE (2011) und Volkszählung 2022

### Ethnische Zusammensetzung
| Gruppe * | 2000    | 2010    | wer sich als …                                                                   |
| --- | ------- | ------- | -------------------------------------------------------------------------------- |
| Weiße | 82,7 %  | 77,1 %  | weiß bezeichnet                                                                  |
| Schwarze | 3,7 %   | 1,7 %   | schwarz bezeichnet                                                               |
| Gelbe | 0,1 %   | 1,8 %   | von fernöstlicher Herkunft wie japanisch, chinesisch, koreanisch etc. bezeichnet |
| Braune | 12,8 %  | 19,1 %  | braun oder als Mischung aus mehreren Gruppen bezeichnet                          |
| Indigene | 0,5 %   | 0,3 %   | Ureinwohner oder Indio bezeichnet                                                |
| ohne Angabe | 0,2 %   | 0,0 %   |                                                                                  |
| Gesamt | 100,0 % | 100,0 % |                                                                                  |
| *) Das IBGE verwendet für Volkszählungen ausschließlich diese fünf Gruppen. Es verzichtet bewusst auf Erläuterungen. Die Zugehörigkeit wird vom Einwohner selbst festgelegt. |         |         |                                                                                  |

Quelle: IBGE (Stand: 1991, 2000 und 2010)

## Wirtschaft

### Landwirtschaft
Mit dem Bau des Itaipu-Wasserkraftwerks in den späten 1970er Jahren wurde die Hälfte des Ackerlandes überflutet. Die Landwirtschaft ist jedoch nach wie vor der Sektor, der am meisten zum kommunalen Bruttoinlandsprodukt beiträgt. Wichtigste Produkte sind Sojabohnen, Mais und Tabak.

### Handel und Tourismus
Weitere Wirtschaftssektoren sind der Dienstleistungssektor (Handel und Tourismus) und die Industrie.

### Abgaben des Kraftwerks Itaipú
Itaipulândia erhält vom Kraftwerk Itaipú für die Überflutung von 54,3 % seiner Gemeindeflächen Ausgleichszahlungen (genannt Royalties). Im Jahr 2017 finanzierten sie 55,0 % des Muniziphaushalts. Im Zeitraum 1990 bis 2019 beliefen sie sich auf insgesamt 339,2 Mio. US-$.

### Kennzahlen
Mit einem Bruttoinlandsprodukt pro Einwohner von 33.176,20 R$ (rund 7.400 €) lag Itaipulândia 2019 an 145. Stelle der 399 Munizipien Paranás.
Sein hoher Index der menschlichen Entwicklung von 0,738 (2010) setzte es auf den 62. Platz der paranaischen Munizipien.